# شيفروليه كورفير
شيفروليه كورفير هي سيارة صالون عائلية صغيرة خلفية الدفع من صناعة شيفروليه أنتجت في 1959 وتوقف إنتاجها في 1969. ثم أعيد إنتاجها في عام 1997 إلى الآن.